# Eleição municipal de Ourinhos em 2016
A eleição municipal de Ourinhos em 2016 foi feita no dia 2 de outubro de 2016, com objetivo de eleger um prefeito, um vice-prefeito e 15 vereadores no município de Ourinhos, no interior do Estado de São Paulo, no Brasil. O prefeito eleito foi Lucas Pocay, do PSD, com 62,34% dos votos validos, sendo vitorioso no primeiro turno em disputa com três adversários, Toshio Misato (PSDB), Mário Ferreira (PT) e Professor Robson Sanches (PRTB). O vice-prefeito eleito, chapa de Lucas Pocay, foi Dr. Ferreirinha (PSD).
A disputa em Ourinhos foi parte das eleições municipais nas unidades federativas do Brasil. Ourinhos foi um dos 1.349 municípios vencidos pelo PSD; no Brasil, há 5.570 municípios.
A disputa para as 15 vagas disponíveis na Câmara Municipal de Ourinhos envolveu a participação de 227 candidatos, sendo Alexandre Zoio (PRB) o mais bem votado, que obteve 1,837 votos (3.34% dos votos válidos).

## Antecedentes
Na eleição municipal de 2012, Belkis Fernandes, do PMDB, com 42,46% dos votos dos votos válidos, derrotou Claury Santos Alves da Silva, do PTB, junto com o seu vice-prefeito foi Gilberto Severinose. Tornando-se a primeira prefeita mulher de Ourinhos. Na disputa para as vagas na Câmara Municipal de Ourinhos, Lucas Pocay foi o mais votado com 5,92% dos votos válidos.

## Eleitorado
Na eleição de 2016, compareceram as urnas 60.266 ourinhense, o que correspondia a 71,41% da população da cidade.

## Candidatos
Foram quatro candidatos à prefeitura em 2012: Lucas Pocay, do PSD, Toshio Misato do PSDB, Mário Ferreira do PT e Professor Robson Sanches do PRTB.
| Candidato(a)             | Vice                    | Partido | Coligação                                                                                            |
| ------------------------ | ----------------------- | ------- | --- |
| Lucas Pocay              | Dr. Ferreirinha         | PSD     | "A esperança de Ourinhos é a mudança" - PSD/ PRB/ PV/ PPS/ PR/ PT do B/ PSC/ PDT/ PSB/ PTC/ PRP/ PTB |
| Toshio Misato            | Professora Maria Tereza | PSDB    | "Experiência para avançar" - PSDB/ PP/ PEN/ PMB/ PMDB/ PTN/ SD/ DEM/ PROS                            |
| Mário Ferreira           | Professora Chiachia     | PT      | "Mudança para uma Ourinhos melhor" - PT/ PC do B                                                     |
| Professor Robson Sanches | Alex Guedes             | PRTB    | PRTB                                                                                                 |

## Campanha
Durante a corrida ao cargo de prefeito do município de Ourinhos , alguns canditados tiveram dificuldades, como Toshio Misato, que desmonstrou problemas ao apresentar as suas contas ao Tribunal de Contas, o que fez com que o candidato fosse indeferido, mas sua situação foi normalizada depois que pediu recurso. A candiidatura do Mário Ferreira   também teve dificuldades para se tornar apto a disputa eleitoral. Já Lucas Pocay não apresentou tais dificuldades, que seus adversários apresentaram.

## Resultados

### Prefeito
| Candidato(a)             | Partido                | 1º Turno 2 de outubro de 2016 | 1º Turno 2 de outubro de 2016 |
| Candidato(a)             | Partido                | Votação                       | Votação                       |
|                          |                        | Total                         | Porcentagem                   |
| ------------------------ | ---------------------- | ----------------------------- | ----------------------------- |
| Lucas Pocay              | PSD                    | 34.247                        | 62.34%                        |
| Toshio Misato            | PSDB                   | 14,328                        | 26,08%                        |
| Mário Ferreira           | PT                     | 3,546                         | 6,46%                         |
| Professor Robson Sanches | PRTB                   | 2,812                         | 5.12%                         |
| Total de votos válidos   | Total de votos válidos | 54,933                        | 91,15%                        |
| Votos em branco          | Votos em branco        | 1.893                         | 3,14%                         |
| Votos nulos              | Votos nulos            | 3.440                         | 5.71%                         |
| Total                    | Total                  | 60.266                        | 100%                          |
| Votos Apurados           | Votos Apurados         | 77.851                        | 100%                          |
| Abstenção                | Abstenção              | 17.585                        | 22,59%                        |
| Comparecimento           | Comparecimento         | 60.266                        | 77,41%                        |

| Apurado        | Apurado        | 77.851 | 100%   |
| Comparecimento | Comparecimento | 60.266 | 77,41% |
| Abstenção      | Abstenção      | 17.585 | 22,59% |

### Vereador
Dos quinze (15) vereadores eleitos, doze (12) eram em 2016 da base de Lucas Pocay. O vereador mais votado foi Alexandre Zoio (PRB), que teve 1.837 votos. 
| Resultado da eleição para a Câmara Municipal de Ourinhos em 2016 por candidato | Resultado da eleição para a Câmara Municipal de Ourinhos em 2016 por candidato | Resultado da eleição para a Câmara Municipal de Ourinhos em 2016 por candidato | Resultado da eleição para a Câmara Municipal de Ourinhos em 2016 por candidato | Resultado da eleição para a Câmara Municipal de Ourinhos em 2016 por candidato |
| Candidato                                                                      | Número                                                                         | Partido                                                                        | Votos                                                                          | Porcentagem                                                                    |
| ------------------------------------------------------------------------------ | ------------------------------------------------------------------------------ | ------------------------------------------------------------------------------ | ------------------------------------------------------------------------------ | ------------------------------------------------------------------------------ |
| Alexandre Zoio                                                                 | 10123                                                                          | PRB                                                                            | 1.837                                                                          | 3,34%                                                                          |
| Caio Lima                                                                      | 20120                                                                          | PSC                                                                            | 1.680                                                                          | 3,06%                                                                          |
| Enfermeiro Alexandre                                                           | 55555                                                                          | PSD                                                                            | 1.600                                                                          | 2,91%                                                                          |
| Vadinho                                                                        | 45045                                                                          | PSDB                                                                           | 1.465                                                                          | 2,67%                                                                          |
| Dr. Salim                                                                      | 45555                                                                          | PSDB                                                                           | 1.319                                                                          | 2,40%                                                                          |
| Anísio                                                                         | 22680                                                                          | PR                                                                             | 1.292                                                                          | 2,35%                                                                          |
| Sargento Sérgio                                                                | 10190                                                                          | PRB                                                                            | 1.242                                                                          | 2,26%                                                                          |
| Flávio do Açougue                                                              | 15627                                                                          | PMDB                                                                           | 1.197                                                                          | 2,18%                                                                          |
| Roberto Tasca                                                                  | 22600                                                                          | PR                                                                             | 1.163                                                                          | 2,12%                                                                          |
| André Paladino                                                                 | 77777                                                                          | SD                                                                             | 1.141                                                                          | 2,08%                                                                          |
| Abel Fiel                                                                      | 36789                                                                          | PTC                                                                            | 1.059                                                                          | 1,93%                                                                          |
| Santiago                                                                       | 20000                                                                          | PSC                                                                            | 1.031                                                                          | 1,88%                                                                          |
| Carlinhos do Sindicato                                                         | 40123                                                                          | PSB                                                                            | 872                                                                            | 1,59%                                                                          |
| Raquel Spada                                                                   | 36777                                                                          | PTC                                                                            | 844                                                                            | 1,54%                                                                          |
| Gel                                                                            | 44555                                                                          | PRP                                                                            | 840                                                                            | 1,53%                                                                          |
| Cido do Sindicato                                                              | 55155                                                                          | PSD                                                                            | 839                                                                            | 1,53%                                                                          |
| Eder Mota                                                                      | 20720                                                                          | PSC                                                                            | 835                                                                            | 1,52%                                                                          |
| Cicero Investigador                                                            | 10555                                                                          | PRB                                                                            | 800                                                                            | 1,46%                                                                          |
| Fred                                                                           | 11111                                                                          | PP                                                                             | 770                                                                            | 1,40%                                                                          |
| Edson Carnevalle                                                               | 15668                                                                          | PMDB                                                                           | 760                                                                            | 1,38%                                                                          |

| Votos nominais   | Votos nominais   | 51.389 | 93,91% |
| Votos em legenda | Votos em legenda | 3.566  | 6,49%  |
| Votos válidos    | Votos válidos    | 54.955 | 91,19% |
| Votos nulos      | Votos nulos      | 2.646  | 4,39%  |
| Votos em branco  | Votos em branco  | 2.665  | 4,42%  |
| Total            | Total            | 60.266 | 100%   |
| ---------------- | ---------------- | ------ | ------ |

## Análises
O candidato Lucas Pocay, teve um favoritismo na disputa a prefeitura de Ourinhos, contra o seu principal adversário Toshio Misato, devido a má popularidade da ex-prefeita Belkis Fernandes que apoiava o canditado do PSDB, em consequência de uma gestão publica que não agradou os eletores. Outro fator que fez com que Lucas Pocay ganhasse as eleições foi a força de sua coligação e os apoios que teve, resultando no favoritismo.